# Ptinus rufus
Ptinus rufus là một loài bọ cánh cứng trong họ Ptinidae. Loài này được Brullé miêu tả khoa học năm 1832.